# Charlotte Chable
Charlotte Chable (Ollon, 31 ottobre 1994) è un'ex sciatrice alpina svizzera.

## Biografia
Charlotte Chable, nata a Villars-sur-Ollon e sorella di Loïc, a sua volta sciatore alpino, ha esordito nel Circo bianco il 17 novembre 2009 a Zinal in uno slalom speciale valido come gara FIS, che non ha portato a termine. Ha debuttato in Coppa Europa il 15 dicembre dell'anno seguente a Sankt Moritz in supercombinata, piazzandosi 43ª.
Nella stagione 2014 ha colto il suo primo podio in Coppa Europa, il 4 dicembre a Hemsedal in slalom speciale (3ª), e ha esordito in Coppa del Mondo, il 13 gennaio nello slalom speciale di Flachau durante il quale è uscita nella prima manche. Il mese dopo ha preso parte ai suoi unici Campionati mondiali, piazzandosi 15ª nello slalom speciale della rassegna iridata di Vail/Beaver Creek, e ha colto i primi punti in Coppa del Mondo, grazie all'11º posto ottenuto nello slalom speciale di Maribor del 22 febbraio; il 29 novembre dello stesso anno ha ottenuto il miglior piazzamento nel circuito, ad Aspen nella medesima specialità (9ª).
Ha conquistato il secondo e ultimo podio in Coppa Europa il 3 dicembre 2018 a Trysil in slalom speciale (3ª) e ha preso per l'ultima volta il via in Coppa del Mondo il 16 febbraio 2020 a Kranjska Gora nella medesima specialità, senza completare la prova. Inattiva da quello stesso febbraio del 2020, dopo un infruttuoso tentativo di rientro, ha annunciato il ritiro nel novembre del 2021.
A seguito del ritiro entra nell'organigramma della FIS.

## Palmarès

### Coppa del Mondo
- Miglior piazzamento in classifica generale: 76ª nel 2016

#### Coppa del Mondo - gare a squadre
- 2 podi:
  - 2 vittorie

### Coppa Europa
- Miglior piazzamento in classifica generale: 22ª nel 2015
- 2 podi:
  - 2 terzi posti

### Australia New Zealand Cup
- Miglior piazzamento in classifica generale: 2ª nel 2019
- 4 podi:
  - 2 vittorie
  - 2 secondi posti

#### Australia New Zealand Cup - vittorie
| Data           | Località     | Paese         | Specialità |
| -------------- | ------------ | ------------- | ---------- |
| 23 agosto 2018 | Mount Hotham | Australia     | SL         |
| 29 agosto 2018 | Coronet Peak | Nuova Zelanda | SL         |

Legenda:

SL = slalom speciale

### Campionati svizzeri
- 2 medaglie:
  - 1 argento (slalom speciale nel 2019)
  - 1 bronzo (slalom speciale nel 2018)